# Club Deportivo Zamora

Vereinswappen

Der Club Deportivo Zamora war ein mexikanischer Sportverein, dessen Fußballmannschaft in den späten 1950er Jahren in der Primera División de México spielte.

## Geschichte
Als 1950 in Mexiko erstmals eine landesweite zweite Liga ins Leben gerufen wurde, gehörte der im selben Jahr gegründete CD Zamora aus der gleichnamigen Stadt im Bundesstaat Michoacán zu den Gründungsmitgliedern. Als die FMF eine Aufstockung der ersten Liga von bisher 12 auf zukünftig 14 Mannschaften beschlossen hatte, wurde ein Sonderturnier organisiert, an dem die beiden schlechtesten Mannschaften der ersten Liga sowie die Teams auf den Plätzen zwei bis vier der zweiten Liga teilnehmen durften, um die Erstligateilnehmer für die Saison 1955/56 zu ermitteln. Zamora belegte in dieser Qualifikationsrunde den zweiten Platz und schaffte den Sprung ins Fußballoberhaus. Dass dieser Aufstieg für die Mannschaft um mindestens ein oder zwei Jahre zu früh gekommen war, verdeutlicht die geradezu vernichtende Statistik: in den insgesamt 26 Spielen hat Zamora nur zwei Siege einfahren können, aber 14 Mal verloren.
Doch dem direkten Abstieg nach der nur einjährigen Erstligazugehörigkeit folgte ebenso schnell und souverän die unmittelbare Rückkehr in die Primera División im Sommer 1957. Am Ende seiner zweiten Erstliga-Saison 1957/58 belegte das inzwischen reifere Team einen beachtlichen siebten Platz und hatte eine nahezu ausgeglichene Bilanz vorzuweisen: neun Siegen standen zehn Niederlagen gegenüber. Doch damit war der Höhepunkt des Vereins bereits erreicht. Die Saison 1958/59 wurde mit dem zehnten Platz beendet und 1959/60 war die Mannschaft erneut auf den letzten Platz zurückgefallen, wobei den insgesamt nur vier Siegen 18 Niederlagen gegenüberstanden.
Später hatte die Mannschaft von Zamora noch zweimal an das Tor zur ersten Liga angeklopft, war aber in beiden Fällen gescheitert: Am Saisonende 1963/64 unterlag man in zwei Aufstiegsspielen mit einem Gesamtergebnis von 1:7 deutlich gegen das aufstrebende Cruz Azul, das seit diesem Aufstieg zum festen Bestandteil der ersten Liga zählt. 19 Jahre später sollte es wesentlich knapper zugehen, als Zamora die beiden Entscheidungsspiele um den Aufstieg mit einem Gesamtergebnis von 0:1 gegen Unión de Curtidores verlor (1982/83).

## Statistische Angaben zum Verein
Gegründet: 1950
Spitzname: Chongos, Chongueros
Vereinsfarben: schwarz-gelb
Stadion: Unidad Deportiva El Chamizal (seit 7. September 1964)

## Erfolge
- Meister der Segunda División: 1956/57 und 2015/16 (Liga de Nuevos Talentos, als Real Zamora)
- Meister der Tercera División: 1977/78